# 王艺 (1980年)
王艺（1980年5月—），女，汉族，河南许昌人，中华人民共和国政治人物，中国共产党党员，哲学博士。曾任河南省住房和城乡建设厅厅长，现任共青团中央书记处书记、全国青联副主席、全国少工委常务副主任。

## 简历
曾任共青团河南省委统战联络部部长。2012年9月，通过公开选拔的方式升任共青团河南省委副书记（副厅级）。2016年10月，任共青团河南省委书记，创下共青团河南省委书记最年轻的纪录，以及成为中国首位“80后”团省委书记。
2022年2月，任河南省住房和城乡建设厅党组副书记、副厅长（正厅级）。2023年1月，转正成为河南省住房和城乡建设厅厅长。
2023年6月，王艺当选为共青团中央书记处书记。她原本担任的河南省住建厅厅长一职则由高义接任。
2025年7月，任全国青联副主席、全国少工委常务副主任。